# Лівія Ярока
Лівія Ярока (6 жовтня 1974, Тата, Угорщина) — угорська політична діячка ромської національності, член Європейського парламенту VI, VII, VIII та IX скликання. Віце-президент цього органу з 2017 року.

## Життєпис
У 1998 році закінчила педагогічний коледж у місті Сомбатгей. Вона отримала стипендію від фонду Джорджа Сороса та здобула ступінь магістра у Центральноєвропейському університеті у Варшаві. Згодом вона захистила докторську дисертацію на кафедрі соціальної антропології Лондонського університетського коледжу. Вона провела дослідження щодо ромської меншини в Угорщині.
У 2004 році вона стала членком Європарламенту 6-го терміну зі списку правоцентристської партії «Фідес». Таким чином, вона стала другим членом ЄП ромської національності. Вона працювала у Комітеті з прав жінок та гендерної рівності та в Комітеті з громадянських свобод, юстиції та внутрішніх справ, а також була членкинею групи EPP-ED. Вона успішно балотувалася на європейських виборах 2009 року. Вона була в Європарламенті до 2014 року. Знову повернулася до Європарламенту у 2017 році, замінивши Ільдіко Пелчне Галл. У 2019 році вона зберегла свій депутатський мандат ще на один термін. У 2017 та 2019 роках її обрано віце-президентом Європейського парламенту.